# Seven Deadly Sins
「Seven Deadly Sins」（セブン・デッドリー・シンズ）は、2015年2月11日にSony Music Recordsから発売されたMAN WITH A MISSIONの4枚目のシングル。ジャケットモデルはメンバーのトーキョー・タナカが担当。

## 概要
表題曲の「Seven Deadly Sins」は、MBS・TBS系テレビアニメ『七つの大罪』第2クールオープニングテーマとして起用された。曲名も同アニメの原典である「七つの大罪」の英語読みとなっている。また、カップリングの「Dive」は映画『新宿スワン』主題歌、「Falling」は資生堂「ザ・コラーゲン」CMソングに起用された。
収録曲の内、「Seven Deadly Sins」と「Dive」はリンキン・パークなどを手掛けたプロデューサー・Don Gilmoreによるプロデュース楽曲となっている。
シングルはDVD付の初回限定盤と通常盤2形態での発売となり、初回限定盤には2014年に行われた『NORTH AMERICAN TOUR 2014』のドキュメンタリー映像が収録されたDVDが付属する他、メンバーも描かれた『七つの大罪』の作者鈴木央による描き下ろしのイラストステッカーも封入されている。
表題曲の「Seven Deadly Sins」のMVは2015年1月11日に、カップリング曲の「Dive」のMVは同年4月15日に公開されている。また、MVの他にジャケット撮影のドキュメンタリー映像も同年1月29に公開されている。

## 収録曲
1. Seven Deadly Sins [3:24]
作詞：Kamikaze Boy, Jean-Ken Johnny　作曲：Kamikaze Boy　編曲：MAN WITH A MISSION, Don Gilmore, 大島こうすけ
2. Dive [4:28]
作詞・作曲：Jean-Ken Johnny　編曲：MAN WITH A MISSION, Don Gilmore, 大島こうすけ
3. Falling [4:32]
作詞：Kamikaze Boy, Jean-Ken Johnny　作曲：Kamikaze Boy　編曲：MAN WITH A MISSION, 大島こうすけ
4. evils fall（remix） [5:40]
作詞：Kamikaze Boy, Jean-Ken Johnny　作曲：Kamikaze Boy リミックス：BOOM BOOM SATELLITES